# Hans Raschen
Hans Raschen (* 10. Februar 1929 in Bremen; † 20. Dezember 1981 in Bremen) war ein deutscher Politiker (SPD) und Mitglied der Bremischen Bürgerschaft sowie Ortsamtsleiter in Bremen-West.

## Biografie
Raschen absolvierte eine Ausbildung zum Verwaltungsbeamten des gehobenen Dienstes an der Verwaltungsschule in Bremen. Er war als Beamter (zuletzt Amtsrat) in Bremen tätig und von 1972 bis 1975 Ortsamtsleiter in Bremen-West für die Stadtteile Findorff, Walle und Gröpelingen.
Er wurde Mitglied der SPD in Gröpelingen und war in den 1970er/1980er Jahren Mitglied im SPD-Unterbezirksvorstand Bremen-West.

Er war von 1975 bis 1981 Mitglied der 9. und 10. Bremischen Bürgerschaft sowie  Mitglied verschiedener Deputationen u. a. für Bildung sowie im Petitionsausschuss. Als Abgeordneter folgte ihm Detlef Griesche (SPD).
Raschen war verheiratet und hatte Kinder. Er wurde auf dem Waller Friedhof bestattet.